# Oxytropis yazdi
Oxytropis yazdi är en ärtväxtart som beskrevs av I.T. Vassilczenko. Oxytropis yazdi ingår i släktet klovedlar, och familjen ärtväxter. Inga underarter finns listade i Catalogue of Life.